# Bureau d'enquêtes sur les événements de mer
Pour les articles homonymes, voir BEA et Beamer.
Le Bureau d'enquêtes sur les événements de mer (aussi appelé BEA mer ou BEAmer, forme abrégée de Bureau Enquêtes Accidents / Mer) est un organisme public français chargé de conduire les enquêtes de sécurité relatives aux accidents et incidents maritimes graves. Le bureau a son siège dans la Grande Arche Sud à La Défense (Puteaux).
C'est un service à compétence nationale du ministère de la Mer ; son rôle est d’« établir les circonstances et de rechercher les causes des événements de mer en vue d’en tirer les enseignements qu’ils comportent pour l’amélioration de la sécurité maritime ». Tous ses rapports d'enquête sont rendus publics et sont disponibles sur son site internet. Les fondements légaux sont :
- Sur le plan international par le code pour la conduite des enquêtes sur les accidents et les incidents de mer, adopté le 27 novembre 1997 par l'Organisation maritime internationale.
- Au niveau communautaire sur la directive européenne 2009/18/CE, transposée dans le Code des transports partie législative, notamment ses articles L1621-1 à L1622-2.

Il est dirigé par l'administrateur général des Affaires maritimes François-Xavier Rubin de Cervens depuis le 1er mai 2019.

## Organisation
Organisme permanent spécialisé, il conduit son action indépendamment des services du ministère chargé de la détermination et du contrôle des normes de sécurité de la navigation (commerce, pêche, plaisance). Il comprend :
- un noyau central à Paris : enquêteurs permanents et personnels administratifs et techniques ;
- un réseau d'enquêteurs non permanents et correspondants locaux auquel il fait appel en fonction des affaires à traiter.

## Mission
Sa mission est d'enquêter sur les accidents maritimes afin de prévenir les futures catastrophes ou évènements de mer.
Ses enquêtes consistent à collecter et analyser les informations utiles, à déterminer les circonstances et les causes possibles afin d'établir des recommandations permettant d'améliorer la sécurité maritime et la prévention de la pollution par les navires.
L'objectif n'est pas de déterminer ou d'attribuer une responsabilité civile ou pénale, mais d'effectuer un retour d'expérience et de tirer des enseignements des évènements de mer.
Il a également vocation à recueillir, exploiter et diffuser les informations relatives aux enseignements et aux pratiques de retour d'expérience sur les évènements de mer et mène également des études et recherches en matière de retour d'expérience et d'accidentologie.

## Pouvoir d'investigation
Dans le cadre de ces enquêtes, le BEA mer et ses enquêteurs agissent en toute indépendance et ne reçoivent ou ne sollicitent d’instructions d’aucune autorité ni d’aucun organisme dont les intérêts pourraient entrer en conflit avec la mission qui leur est confiée.
Les enquêteurs sont tenus au secret professionnel notamment en ce qui concerne la confidentialité des dépositions des témoins et de la protection de ceux-ci.
L'entrave à une enquête du BEA mer est puni d’un an d’emprisonnement et de 15 000 euros d’amende (art. L1622-1 du Code des transports).

## Champs d'investigation
Les enquêtes portent sur les navires civils battant pavillon français où qu’ils se trouvent, ainsi que sur les navires civils battant un autre pavillon lorsque l’événement de mer s’est produit dans les eaux intérieures ou dans les eaux territoriales françaises.
Sont également concernés les événements de mer où qu’ils se soient produits qui ont coûté la vie ou infligé des blessures graves à des ressortissants français, ou causé ou menacé de causer un grave préjudice au territoire français, à l’environnement, aux installations ou ouvrages sur lesquels la France exerce sa juridiction.